# Waipawa
Waipawa – miasto w Nowej Zelandii. Położone we wschodniej części Wyspy Północnej, w regionie Hawke’s Bay, 1 934 mieszkańców. (dane szacunkowe – styczeń 2010).